# Ulsan HD FC
Ulsan Hyundai Football Club este un club de fotbal din Coreea de Sud deținut de corporația Hyundai. 

## Palmares

### Domestic
- K-League

Campioni (5) : 1996, 2005, 2022, 2023, 2024
Locul doi (8) : 1986, 1991, 1998, 2002, 2003, 2011, 2013, 2020
- FA Cup

Locul doi (1) : 1998
- Supercupa

Campioni (1) : 2006
- K-League Cup

Campioni (4) : 1995, 1998, 2007, 2011
Locul doi (3) : 1993, 2002, 2005
- Korea Professional Campionihip

Campioni (1) : 1986
- Korean National Football Campionihip

Locul doi (1) : 1999

### Internațional
- Liga Campionilor AFC

Campioni (1) : 2012
- A3 Campioni Cup

Campioni (1) : 2006